# Uma Aventura de Verne & Mauá - Mil Léguas Transamazônicas

Uma Aventura de Verne & Mauá - Mil Léguas Transamazônicas é um romance gráfico do gênero steampunk criado por Spacca (roteiro) e Will (arte) e que conta a história de um encontro fictício entre o escritor francês Júlio Verne e o industrial brasileiro Barão de Mauá. 

## Histórico
Ambos os autores já tinha produzido quadrinhos ambientados no século XIX, Spacca publicou os álbuns Debret em viagem histórica e quadrinhesca ao Brasil, D. João Carioca — A corte portuguesa chega ao Brasil (1808 - 1821) e Santô e os Pais da Aviação, todos pela Companhia das Letras em 2012, ilustrou uma quadrinização de Vinte Mil Léguas Submarinas de Júlio Verne, pela Editora Nemo, que gerou duas sequências: As Aventuras do Capitão Nemo - Profundezas, roteirizada por Daniel Esteves e As Aventuras do Capitão Nemo - O Navio Fantasma, roteirizada por Lillo Parra.
O livro foi financiado por crowdfunding através da plataforma Kickante e ganhou o Troféu HQ Mix de 2016 na categoria "melhor publicação independente edição única".

## Enredo
A trama, ambientada durante o Segundo Reinado traz as duas figuras históricas atravessando a Floresta Amazônica através de um barco voador e se envolvendo em intrigas políticas e até com míticas guerreiras amazonas. 